# Constellationprogrammet

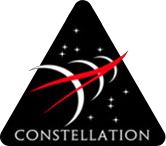

Constellationprogrammet (engelska Project Constellation) var ett NASA-projekt som skulle utveckla en ny generation rymdfarkoster för bemannad rymdfart och som skulle ersätta rymdfärjorna när dessa togs ur bruk 2011. 
I och med president Obamas budget för FY2011, som lades fram den 1 februari 2010, upphörde finansieringen av utvecklandet av raketer, kapsel och månlandare. President Obamas plan är att de amerikanska astronauterna ska "lifta" med ryska Sojuz-kapslar till ISS. Med tiden ska kommersiella aktörer ta över transporterna till ISS. Vidare vill Obama att man efter 2015 ska börja planera för att bygga raketer för tunga lyft för att i slutet på 2030-talet kunna använda dessa för att åka till Mars. Texten här nedan beskriver Constellationprogrammet innan Obamas nedläggning av projektet.
Programmet innefattade huvudsakligen Ares I- och Ares V-raketerna, den bemannade Orion-kapseln, raketsteget EDS (Earth Departure Stage), och månlandaren Altair. Rymdfarkosterna skulle ha möjlighet att utföra ett antal olika uppgifter, bland annat besök till ISS och månlandningar. Större delen av Constellationprogrammets utrustning var baserad på system som ursprungligen utvecklades för rymdfärjeprogrammet, men Orion-kapseln har sina rötter i Apolloprogrammet. 
De första uppskjutningen av en Ares-raket planerades april 2009, den första bemannade flygningen mars 2014, en månlandning 2019, och 2020 att börja planera bemannade färder till Mars.

## Månen
Enligt planerna skulle de första färderna till månen i mycket att likna de som ingick i Apolloprogrammet (engelska Lunar Sortie). Senare fanns planer för minst en permanent månbas (engelska Lunar Outpost), där den första skulle vara namngiven efter Neil Armstrong. En möjligheten som diskuterades var att ytterligare färder skulle kunna utgå från baser på månen, med tanke på alla fördelar som kommer av månens lägre gravitation och frånvaro av atmosfär. Inom NASA diskuterades också möjligheten att låta de permanenta baserna vara bemannade även mellan de egentliga uppdragen.

## Mars
I slutet av år 2007 såg planen för färder till Mars ut på följande sätt:
Två obemannade farkoster, en marslandare och en bostadsmodul skickas iväg först, för att förbereda boplatser åt de kommande besättningarna. Sedan skickas var 26:e månad ett bemannat skepp iväg mot Mars. Skeppet skulle väga ungefär 400 ton, därför måste det skickas upp i delar med Ares V. För att få skeppet klart för start skulle man behöva göra sex uppskjutningar med Ares V, varje gång med en last på 125 ton. Delarna skulle sättas samman i anslutning till ISS eller baser på månen, alltefter vad som anses lämpligt.
Ett marsuppdrag skulle pågå i 900 dagar, varav 550 dagar på Marsytan. Alltså krävdes en permanent bas av något slag, som möjligen skulle vara bemannad även mellan de egentliga uppdragen.

### Milstolpar
Med reservation för ändring
- 2006 Nasa kontrakterar Lockheed Martin för att utveckla Orion
- 2008–2010 - Första obemannade färden med Orion.
- 2011 - Första bemannade färden med Orion (bana kring jorden).
- 2015–2018 - Första obemannade färden med månmodulen (Altair).
- 2016–2018 - Första bemannade färden med Altair.
- 2019 - Första bemannade månlandningen sedan 1972.
- 2020 - Börja planera för en färd till Mars.